# ロン・ブラウン
ロン・ブラウン（Ronald James Brown 1961年3月31日- ）は、カリフォルニア州ロサンゼルス出身のオリンピック陸上競技選手、アメリカンフットボール選手。1984年ロサンゼルスオリンピックの400メートルリレーで金メダルを獲得した。

## 経歴
アリゾナ州立大学時代は陸上競技及びアメリカンフットボールをしており、アメフトではディフェンシブバックとワイドレシーバーとしてプレーした。ワイドレシーバーとしては1年しかプレーせず、19回のレシーブにとどまったが、平均で20.8ヤードを獲得した。大学では1976年モントリオールオリンピックの銅メダリスト、ドウェイン・エバンスの指導を受けた。1981年に100メートル走で10秒15の大学記録を作った。
1983年のNFLドラフト2巡でクリーブランド・ブラウンズに指名されたが数百万ドルの契約よりもオリンピックを優先し入団しなかった。この頃彼は追い風参考ながら100メートル走で10秒01を出した。
1984年のドラフト2巡指名権と引き替えにロサンゼルス・ラムズがブラウンズから交渉権を獲得した。
ロサンゼルスオリンピックの400メートルリレーでカール・ルイス、サム・グラディ、カルヴィン・スミスとともに37秒83の記録で金メダルを獲得した。100メートル走でも4位に入った。その後、NFL入りしたがスピードはあるもののパスの落球が多く、レシーバーとしてはそれほど活躍しなかったが、リターナーとして活躍した。
金メダル獲得直後の同年8月16日ロサンゼルス・ラムズと4年契約を結び、ジョージア・フロンティアオーナーとともに記者会見を行った。ラムズには1989年まで所属した。
1985年11月のグリーンベイ・パッカーズ戦では史上3人目となる1試合で2つのキックオフリターンタッチダウンをあげた。同年第14週に行われたサンフランシスコ・フォーティナイナーズとのマンデーナイトフットボールでは後半最初のプレーで86ヤードのキックオフリターンタッチダウンをあげて、27-20の勝利に貢献、この勝利でラムズはNFC西地区優勝を果たした。彼はキックオフリターンでNFLトップの平均32.8ヤードを獲得、3リターンタッチダウンをあげてプロボウル及びオールプロに選ばれた。
1986年にはシカゴ・ベアーズのスーパーボウルシャッフルを意識したラムズのプロモーションビデオにエリック・ディッカーソンらと出演した。
1987年のワシントン・レッドスキンズ戦では95ヤードのキックオフリターンタッチダウン及びタッチダウンレシーブをあげて勝利に貢献した。ラムズがレッドスキンズ戦に勝利するのは1969年以来のことであった。
ソウルオリンピックが行われる1988年4月、アメリカンフットボールからの引退を表明した。その際、ラムズのリロイ・アービン、ヘンリー・エラード、エリック・ディッカーソンに対する扱いに不満を表明した。なお彼のサラリーも1987年は20万ドルに過ぎなかった、その後引退を撤回した。
1990年はロサンゼルス・レイダースに所属、レイダースではディフェンシブバックとして登録された。この年16試合に出場し、30回のキックオフリターンで575ヤードを獲得した。
1991年に再びラムズに所属して現役を終えた。